# Сюй Лян
Сюй Лян (кит. упр. 徐亮, пиньинь Xú Liàng; род. 12 августа 1981, Шэньян) — китайский футболист, полузащитник. В прошлом привлекался к матчам молодёжной и основной сборной Китая.

## Карьера игрока
Сюй Лян начал футбольную карьеру в молодёжной команде провинции Ляонин в 2001 году и уже в 2002 году попал в основную команду ФК «Ляонин», которая выступала в Суперлиге. В сезоне 2002 года выходил в 23 матчах. Стал одним из игроков основы, с командой дошёл до финала национального Кубка 2002 года. Вне поля также был заметен. Так, 6 декабря 2004 года помог женщине, попавшей в автокатастрофу и отвез её в госпиталь в Шэньяне. После пяти сезонов в «Ляонине», команда начала испытывать финансовые трудности, а Сюй получил возможность присоединиться к команде «Бэйцзин Гоань», которая была заинтересована в его услугах, однако клубы не договорились о сумме компенсации, которая предлагалась кроме оговоренной сумму в 5,5 млн.юаней за переход.
Сюй предлагал себя таким клубам как голландский «Хераклес» и российский «Торпедо», однако высокая трансферная стоимость, которая превышала один миллион евро, отпугнула потенциальных покупателей в Европе. 31 декабря 2006 года игрок перешёл в клуб второго дивизиона Китая «Гуанчжоу Фармасьютикл» за 3 млн.юаней. Уже в дебютном сезоне стал игроком основы, а также помог команде в 2007 году выйти в Суперлигу. В высшем дивизионе продолжал приносить пользу команде в центре поля, а также стал вице-капитаном, однако в команде возник скандал с его одноклубником Чжоу Линем, которого Сюй публично раскритиковал за плохую игру 28 июня 2009 года в матче против «Бэйцзин Гоань», в котором команды сыграли вничью 1-1. По его итогам Чжоу сел на скамейку запасных. Сюй поучаствовал в еще одном скандале 24 октября 2009 года, когда высказался против манеры судейства в матче с «Циндао Чжунэн» (0-0). В итоге игрок получил пятиматчевую дисквалификацию.
12 февраля 2010 года подписал контракт с «Бэйцзин Гоань» после того, как «Гуанчжоу» был уличён в договорных матчах и потерял место в высшем дивизионе. 4 августа 2012 года Сюй забил гол с 62 метров в матче против «Далянь Шидэ», который стал голом с самого дальнего расстояния в истории китайской Суперлиги.
11 декабря 2012 года Сюй перешёл в клуб «Шанхай Шэньхуа». После травмы некоторое время не тренировался, а по итогам сезона 2014 года решил завершить карьеру.
3 февраля 2016 года возобновил карьеру в клубе второго дивизиона «Шэньчжэнь».

## Международная карьера
Сюй Лян дебютировал за национальную сборную до 20 лет на молодёжном чемпионате мира 2001 года, где китайская сборная была выбита в топ-16 сборной Аргентины со счётом 2—1. После турнира получил приглашение в молодёжную сборную для игроков не старше 23 лет, однако 26 января 2002 года вместе с Лу Цзяном и Чжан Шуаем был отчислен за нарушение правил в сборной. Сюй был приглашён в национальную команду для участия в Летних Азиатских играх 2002 года, где команда Китая дошла до четвертьфинала.

### Голы за национальную сборную
Результаты Китая представлены первыми.
| № | Дата            | Место       | Соперник | Счёт | Результат | Соревнование      |
| - | --------------- | ----------- | -------- | ---- | --------- | ----------------- |
| 1 | 10 августа 2006 | Циньхуандао | Таиланд  | 4–0  | 4–0       | Товарищеский матч |

## Достижения

### Клубные
Гуанчжоу Фармасьютикл
- Чемпион Первой лиги: 2007

### Индивидуальные
- Лучший молодой игрок КФА: 2002
- Сборная Суперлиги (2) : 2004, 2009